# Tremacron rubrum
Tremacron rubrum là một loài thực vật có hoa trong họ Tai voi. Loài này được Hand.-Mazz. miêu tả khoa học đầu tiên năm 1936.